# Platytroctes apus
Platytroctes apus är en fiskart som beskrevs av Günther, 1878. Platytroctes apus ingår i släktet Platytroctes och familjen Platytroctidae. Inga underarter finns listade i Catalogue of Life.